# Campeonato Cearense de Futebol da Segunda Divisão de 2016
O Campeonato Cearense de Futebol - Segunda Divisão de 2016 foi a 24ª edição do torneio, organizado pela Federação Cearense de Futebol. Em 15 de janeiro de 2016 a Federação Cearense de Futebol excluiu o Guarany de Sobral da 1ª divisão por falsificação de certificados, cedendo a vaga ao regularizado Tiradentes. Depois de imbróglios o TJDF-CE decide manter Guarany de Sobral na Série A e Itapajé na Série B. No dia 26 de Janeiro a FCF decretou o rebaixamento de: América, São Benedito e Crateús para a Série C 2016, e o acesso de: Iguatu e Campo Grande para a Série B 2016.

## Regulamento
O Campeonato Cearense de Futebol de 2016 - Série B será disputada por 11 esquipes. Na primeira fase as 11 equipes se enfrentam em turno e returno. As duas melhores avançam para a final em jogo único, que será disputado na casa daquela que tiver feito a melhor campanha. Se houver empate na final, o título será decidido nos pênaltis. As duas finalistas subirão para a Série A do Cearense em 2016. As 4 equipes com piores campanhas serão rebaixadas à Série C 2017. 
 
Os critérios para desempate em números de pontos são os seguintes, aplicados necessariamente na ordem em que aparecem: 

1. Maior número de vitórias; 

2. Melhor saldo de gols;

3. Maior número de gols pró;

4. Confronto direto (quando o empate for entre apenas duas equipes);

5. Sorteio.

## Classificação
| 1  | Horizonte       | 46 | 20 | 14 | 4 | 2  | 39 | 17 | 22  |
| 2  | Alto Santo      | 44 | 20 | 13 | 5 | 2  | 48 | 21 | 27  |
| 3  | Ferroviário     | 43 | 20 | 13 | 4 | 3  | 59 | 22 | 37  |
| 4  | Floresta        | 34 | 20 | 9  | 7 | 4  | 46 | 23 | 23  |
| 5  | Itapajé         | 29 | 20 | 8  | 5 | 7  | 33 | 34 | -1  |
| 6  | Iguatu          | 28 | 20 | 8  | 4 | 8  | 30 | 24 | 6   |
| 7  | Crato           | 27 | 20 | 8  | 3 | 9  | 29 | 34 | -5  |
| 8  | Maracanã-CE     | 25 | 20 | 7  | 4 | 9  | 29 | 30 | -1  |
| 9  | Barbalha        | 13 | 20 | 4  | 1 | 15 | 23 | 49 | -26 |
| 10 | Nova Russas     | 11 | 20 | 2  | 5 | 13 | 18 | 46 | -28 |
| 11 | Campo Grande-CE | 7  | 20 | 1  | 4 | 15 | 17 | 71 | -54 |

| Resultados   | Resultados | Resultados | Resultados | Resultados | Resultados | Resultados | Resultados | Resultados | Resultados | Resultados | Resultados | Resultados |
|              | ALS        | BAR        | CGR        | CRA        | FER        | FLO        | HOR        | IGT        | ITJ        | MAR        | NRU        |            |
| ------------ | ---------- | ---------- | ---------- | ---------- | ---------- | ---------- | ---------- | ---------- | ---------- | ---------- | ---------- | ---------- |
| Alto Santo   | —          | 1–1        | 5–1        | 4–0        | 2–1        | 0–0        | 2–2        | 1–0        | 6–2        | 2–1        | 1–0        |            |
| Barbalha     | 0–3^       | —          | 4–1        | 1–3        | 0–6        | 0–1        | 2–4        | 0–1        | 2–3        | 1–4        | 4–2        |            |
| Campo Grande | 0–4        | 1–4        | —          | 0–3        | 1–5        | 0–3        | 2–3        | 1–3        | 3–0^       | 2–2        | 0–3        |            |
| Crato        | 2–1        | 3–0^       | 3–3        | —          | 1–4        | 2–2        | 0–3        | 1–2        | 3–0^       | 2–1        | 2–3        |            |
| Ferroviário  | 5–0        | 2–1        | 10–0       | 1–0        | —          | 4–4        | 2–2        | 2–0        | 5–2        | 1–2        | 3–0^       |            |
| Floresta     | 2–4        | 3–1        | 6–0        | 3–0^       | 1–2        | —          | 0–1        | 2–2        | 0–1        | 2–2        | 9–0        |            |
| Horizonte    | 0–0        | 2–0        | 3–0        | 1–0        | 3–1        | 1–2        | —          | 2–2        | 2–3        | 2–1        | 3–0^       |            |
| Iguatu       | 1–5        | 3–0^       | 4–0        | 1–1        | 1–2        | 0–1        | 0–1        | —          | 0–1        | 3–0        | 2–1        |            |
| Itapajé      | 2–2        | 5–0        | 2–0        | 3–0        | 1–1        | 0–2        | 0–1        | 1–1        | —          | 1–2        | 3–3        |            |
| Maracanã     | 1–2        | 1–0        | 1–2        | 1–2        | 0–2        | 1–1        | R-9        | 2–1        | 3–1        | —          | 3–0        |            |
| Nova Russas  | 0–3        | 0–2        | 2–2        | 0–1        | 1–1        | 2–2        | 0–1        | 0–3        | 0–1        | 1–1        | —          |            |

### Desempenho por rodada
Clubes que lideraram o campeonato ao final de cada rodada:
| Rodadas | Rodadas | Rodadas | Rodadas | Rodadas | Rodadas | Rodadas | Rodadas | Rodadas | Rodadas | Rodadas | Rodadas | Rodadas | Rodadas | Rodadas | Rodadas | Rodadas | Rodadas | Rodadas | Rodadas | Rodadas | Rodadas |
| ------- | ------- | ------- | ------- | ------- | ------- | ------- | ------- | ------- | ------- | ------- | ------- | ------- | ------- | ------- | ------- | ------- | ------- | ------- | ------- | ------- | ------- |
| 1       | 2       | 3       | 4       | 5       | 6       | 7       | 8       | 9       | 10      | 11      | 12      | 13      | 14      | 15      | 16      | 17      | 18      | 19      | 20      | 21      | 22      |
| FER     | FER     | HOR     | HOR     | FLO     | FLO     | FLO     | FER     | FER     | HOR     | HOR     | HOR     | HOR     | HOR     | HOR     | HOR     | HOR     | HOR     | HOR     | HOR     | HOR     | HOR     |

Clubes que ficaram na última posição do campeonato ao final de cada rodada:
| Rodadas | Rodadas | Rodadas | Rodadas | Rodadas | Rodadas | Rodadas | Rodadas | Rodadas | Rodadas | Rodadas | Rodadas | Rodadas | Rodadas | Rodadas | Rodadas | Rodadas | Rodadas | Rodadas | Rodadas | Rodadas | Rodadas |
| ------- | ------- | ------- | ------- | ------- | ------- | ------- | ------- | ------- | ------- | ------- | ------- | ------- | ------- | ------- | ------- | ------- | ------- | ------- | ------- | ------- | ------- |
| 1       | 2       | 3       | 4       | 5       | 6       | 7       | 8       | 9       | 10      | 11      | 12      | 13      | 14      | 15      | 16      | 17      | 18      | 19      | 20      | 21      | 22      |
| CGR     | CGR     | CGR     | BAR     | BAR     | BAR     | NRU     | NRU     | NRU     | NRU     | NRU     | NRU     | NRU     | NRU     | NRU     | NRU     | NRU     | NRU     | NRU     | CGR     | CGR     | CGR     |

## Final
| Sexta-feira,19 de agosto | Horizonte | 0 – 0 | Alto Santo | A definir |
|                          |           |       |            |           |

|                                                                                             |       | Penalidades |  |
| Convertido · Convertido · Convertido · Convertido · Convertido · Convertido · Erro (Defesa) | 6 – 7 | .           |  |

## Premiação
| Campeonato Cearense Série B - 2016 |
| Alto Santo                         |
| ---------------------------------- |
| Alto Santo Campeão (1º título)     |